# Rio Ovelha

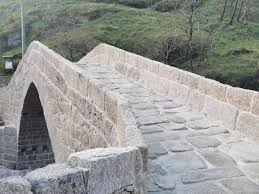
Ponte do Arco

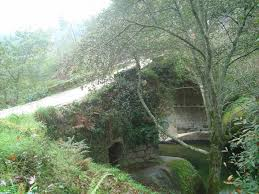
Folhada Ponte do Arco

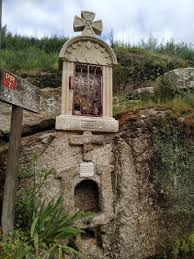
Folhada Ponte do Arco Alminhas

O Rio Ovelha é um rio português que nasce na Serra do Marão em Pena Suar (junto do parque eólico), perto de Covelo do Monte, freguesia de Aboadela, concelho de Amarante.
No seu percurso de 23 quilómetros, passa por Várzea, Gondar, Padronelo, Jazente, Várzea da Ovelha e Aliviada, Rio
Galinhas e desagua em Fornos, Marco de Canaveses. O Rio Tâmega recebe as suas águas.
É um pequeno rio de águas limpas de margens de tamanho variado, às vezes domesticadas pela intensa actividade agrícola que alimenta, outras vezes rústico e selvagem. O seu caudal varia bastante e por vezes inunda os campos durante as cheias. É represado em alguns pontos para lhe colher a força para mover moinhos, hoje em dia abandonados, mas plenos de beleza simples e testemunhos do trabalho dos antigos moleiros. Sobre este rio passa, na freguesia de Folhada, uma antiga ponte medieval que se acredita substituir uma outra mais antiga e de origem romana, a Ponte do Arco.

## Afluentes
- Rio Marão
- Rio Fornelo
- Ribeira Goiva
- Rio Galinhas
- Rio Carneiro